# Visions of the Past
Visions Of The Past är det andra fullängdsalbumet av hårdrocksbandet Axewitch, utgivet 1984.

## Låtlista
1. Visions Of The Past
2. Give Them Hell
3. Tonight
4. Hot Lady
5. Stand Up
6. Heading For A Storm
7. Born In Hell
8. Time To Live
9. Evil Circle